# 李偕 (明朝)
李偕（16世紀—16世紀），號少峰，江西瑞州府上高縣河北岸人，明朝政治人物。

## 生平
李偕是嘉靖十九年（1540年）庚子科江西鄉試舉人，三十二年（1553年）授大田知縣，到任後立刻抓捕盜賊，又嚴修繕軍備鎮服地方，三年內除俸資以外一無所取，陞太僕寺丞，離任時人民攜金帛贈送給他，他和顏悅色地慰辭，後來他歷任兵部、工部主事，督建永定七門，累功得賜白金五十，出為廣東按察司僉事，四十五年（1566年）平寇有功，以邊才獲超擢，他卻在任內去世，在家鄉建有章賜堂、寶敕樓、留餘書院，著有《李氏家藏》二十四集。

## 引用
1. 1 2  嘉慶《上高縣志·卷十一·人物志》：李偕，號少峰，河北岸人，嘉靖庚子舉人，授大田知縣，方下車逋盜為亂，嚴治塹堡以威鎮服，厯任三載俸資外分毫無取，陞太僕寺丞，去日民攜金帛為贈，和顏慰辭之；後厯官兵工部主事，督建永定七門，包砌重城，累功賜白金五十，出為廣東兵備道，克平寇攘，具疏定二源，奉旨以邊才超擢尋卒，建有章賜堂、寶敕樓、留餘書院，著有《李氏家藏》二十四集併諸疏稿。 本通志
2. ↑  民國《大田縣志·卷六》：李偕，上高人，嘉靖癸丑由舉人出宰大田，下車捕盜為亂者，嚴修堡塹鎮之以威，歷任三載俸資外毫無侵擾，陞太僕寺丞，去日民攜金帛為贈，和顏慰辭之。
3. ↑  《明世宗肅皇帝實錄·卷五百六十一》：（嘉靖四十五年八月）甲申兵部覆巡按廣東御史陳聯芳奏……參政郭應聘、李佑，副使張子松、劉穩、王化，僉事李偕，參將王詔、蔡汝蘭，遊擊魏宗瀚、戴沖霄等分哨兵功俱當敘……